# La Proie et l'Ombre (roman)
La Proie et l'Ombre est un roman d'Edogawa Ranpo publié en 1928 et traduit pour la première fois en français en 1994.
Le narrateur, auteur de romans policiers, s'éprend d'une femme élégante qui se dit persécutée par un ancien amant, lui aussi auteur de polars. Il souhaite la protéger et la séduire, mais va peu à peu découvrir des mensonges superposés.

## Résumé
Le narrateur anonyme se lie d'amitié, au Musée national de Tokyo, avec Shizuko Oyamada, la belle femme d'un homme d'affaires. Un jour, elle le prie de l'aider à se défaire d'un ancien fiancé, Ichiro Hirata, qui la menace par des lettres effrayantes. Selon elle, Hirata serait devenu Shundei Oe, un auteur de polars misanthrope : nul ne l'a jamais vu, sa femme seule portant ses manuscrits aux éditeurs.
Le narrateur relève le défi par goût du mystère et pour plaire à Shizuko, mais Hirata/Oe est décidément un fantôme, même si Shizuko jure l'avoir entr'aperçu. Il finit par penser que ce n'est qu'un voyeur cruel, qui se découragera si on le méprise. C'est alors que M. Rokuro Oyamada est retrouvé mort, nu et coiffé d'une perruque hirsute, dans un recoin insalubre de la rivière Sumida-gawa. Étrangement, les lettres de Shundei Oe cessent au même moment.
Une autre vérité apparaît alors au narrateur : Rokuro Oyamada était un sadomasochiste. Non content de flageller sa femme, il connaissait son histoire et jouissait de la torturer par de fausses lettres et en rôdant à la nuit sous sa perruque. C'est en grimpant à la façade de la maison qu'il est tombé, s'est tué, et a été dépouillé par un vagabond qui l'a ensuite poussé à l'eau. Les indices concordent, et l'affaire est classée tandis que le narrateur et Shizuko deviennent amants en secret.
Mais un détail minime – un bouton de gant perdu en un lieu inexplicable – pousse le narrateur à douter. Par une seconde enquête, il comprend que Shizuko l'a manipulé : elle aussi est une experte du crime, sous le nom de plume de Shundei Oe ; et elle a créé les preuves contre son mari, avant de le tuer!
Shizuko reste prostrée tandis que le narrateur formule ses accusations et met fin à leur relation. Le lendemain, on la trouve morte tout comme son époux. Aveu de culpabilité sans doute, conclut tristement le narrateur.
Mais le temps passant, il réalise qu'il n'est sûr de rien. Shizuko pourrait-elle s'être tuée par chagrin de le perdre ? Ou l'y a-t-on poussée ? Serait-ce Shundei Oe, s'il existe ?
Le narrateur prie pour qu'un jour, Shundei Oe se dévoile et le délivre de cette angoissante question.

## Personnages
- Le narrateur.
- Shizuko Oyamada : femme fatale à la japonaise, fragile d'aspect, mais à l'âme trouble.
- Rokuro Oyamada : riche businessman âgé et pervers.
- Shundei Oe : existe-t-il vraiment ? A-t-il fui à l'étranger ?